# Wambuis

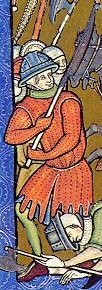
Tekening van een 13e-eeuws wambuis

Een wambuis (ook wel "gambeson" of "aketon" genoemd) is een gewatteerd vest dat vooral in de middeleeuwen veel werd gedragen door ridders.
Een wambuis is vaak gemaakt van lagen linnen, in banen gestikt, en heeft een opvulling van wol, katoen en haren van bijvoorbeeld paarden. Het bedekt het lichaam van de hals tot op het middel. 
Er is onderscheid tussen ridders die hoger in de hiërarchie stonden, en zich dus een maliënkolder konden veroorloven boven op het wambuis, en ridders die het wambuis als enige gevechtsuitrusting kenden.
Dit wambuis wordt vaak beschreven als zwaarder dan de eerste variant en opgebouwd uit vele lagen stof (wol, linnen, zijde en soms leer). Het aantal lagen wordt in verschillende tekstuele bronnen beschreven en loopt soms op tot wel 30 lagen. Dit kan zelfs pijlen tegenhouden en is te vergelijken met moderne kogelwerende vesten.

## Functies
Over het algemeen wordt een wambuis gebruikt voor vier verschillende doeleinden, te weten:
- Ondersteuning van het gewicht van de maliënkolder. Het wambuis verdeelt het gewicht van de maliënkolder over de schouders.
- Het wambuis houdt de ringetjes van het maliënkolder op een afstand van de huid. Dit beschermt de ridder tegen kleine ongemakken tijdens de strijd.
- De derde functie van het wambuis is het opvangen van klappen van verschillende slagwapens, doordat het een soort van kussenfunctie vervult.
- En ten vierde dient het om lichaamswarmte vast te houden

In de zestiende eeuw was het geëvolueerd tot een ondervest of een soort borstrok. In de zeventiende eeuw wordt het wambuis verdrongen door de borstrok of boezeroen, welk kledingstuk op zijn beurt aan het begin van de twintigste eeuw deels doorontwikkeld wordt tot overhemd en deels plaatsmaakt voor het gilet zonder mouwen.

## Etymologie

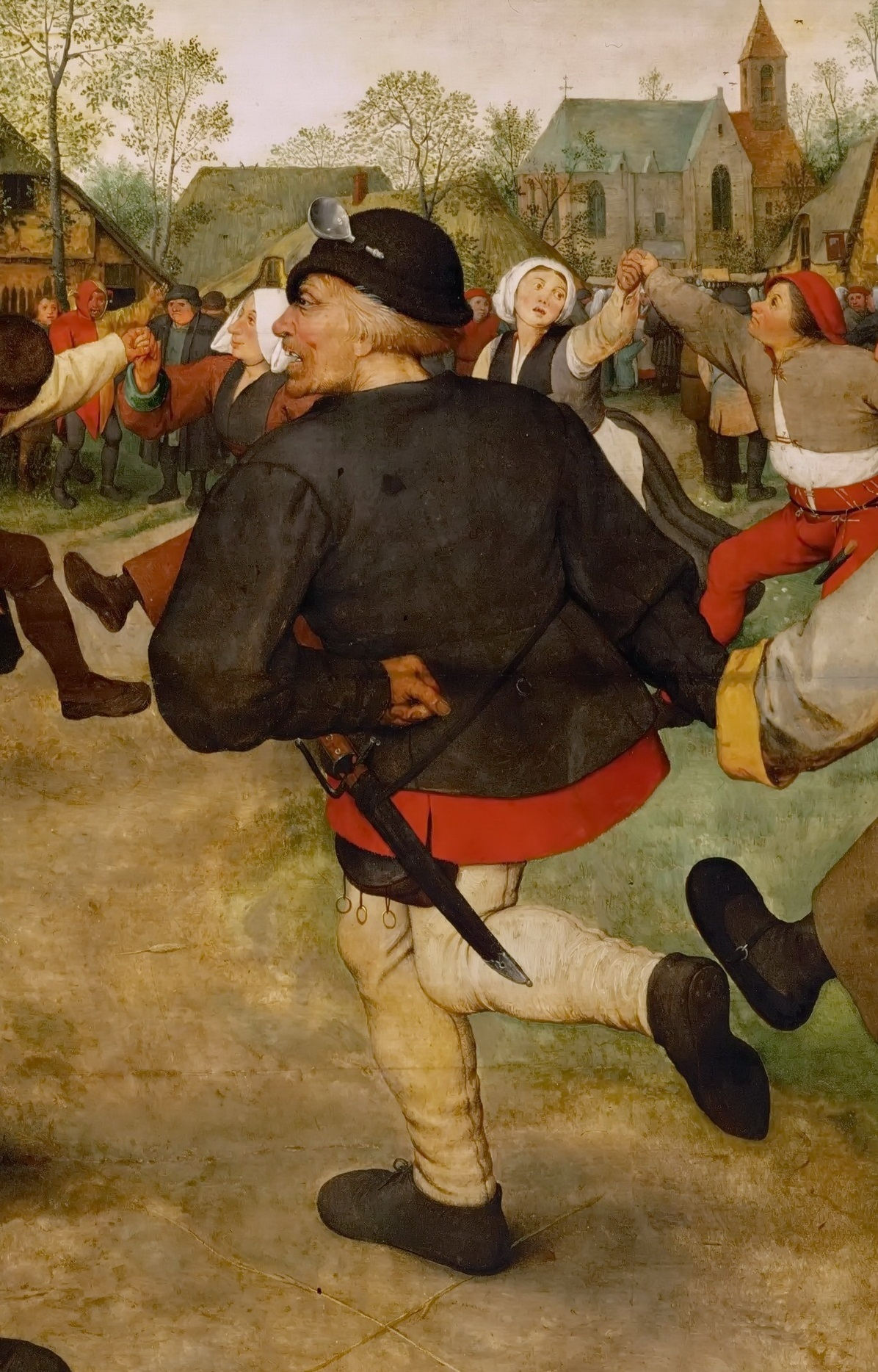
16e-eeuws wambuis in Bruiloftsdans van Pieter Bruegel de Oude

Het woord wambuis komt van het Oudfrans "wambais", dat op zijn beurt is ontleend aan het Middeleeuws Latijn "wambesio", een gewatteerd onderkleed. Dit laatste woord is weer te herleiden tot het Griekse "bambakion" (katoen).